# Frænfjorden
Frænfjorden er en fjord i  den tidligere Fræna, nu Hustadvika kommune i Møre og Romsdal fylke i Norge. Fjorden går 12 kilometer mod øst  til Malmefjorden i bunden af fjorden.
Fjorden har indløb mellem Hamneneset i nord og Vågøya i syd. Lige øst for Hamneneset ligger bygden Tornes og på nordsiden lidt længere inde ligger Elnesvågen, som er administrationsby i   kommunen. Syd for Elnesvågen ligger en række småøer midt i fjorden. Disse er Ålvaren, Nordøya, Langøya, Forøya, Svinøya, Beøya, Langholmen og Kjerringholmen. Sydøst for Beøya ligger indløbet til Malmefjorden, som går ind til bygden med samme navn.
På nordsiden af fjorden går riksvei 663 ud til Elnesvågen, mens riksvei 664 fortsætter langs fjorden til Tornes.